# Galeria Nusantara
Galeria Nusantara – galeria założona w 1978 roku w Warszawie jako filia ówczesnego Muzeum Azji i Pacyfiku. Była to pierwsza przestrzeń ekspozycyjna tego muzeum w Warszawie. Prezentowano w niej wystawy czasowe wzbogacane wydarzeniami kulturalnymi z zakresu orientalistyki. Galeria działała do roku 2007 w piwnicy budynku przy ul. Nowogrodzkiej 18a.
Wydarzenia kulturalne, które w latach dziewięćdziesiątych ubiegłego stulecia kilka razy w tygodniu wzbogacały wystawy w galerii, obejmowały między innymi wykłady, koncerty, pokazy filmów, występy teatru esperanckiego i cykle spotkań tematycznych. Nusantara współpracowała z Festiwalem Nauki.

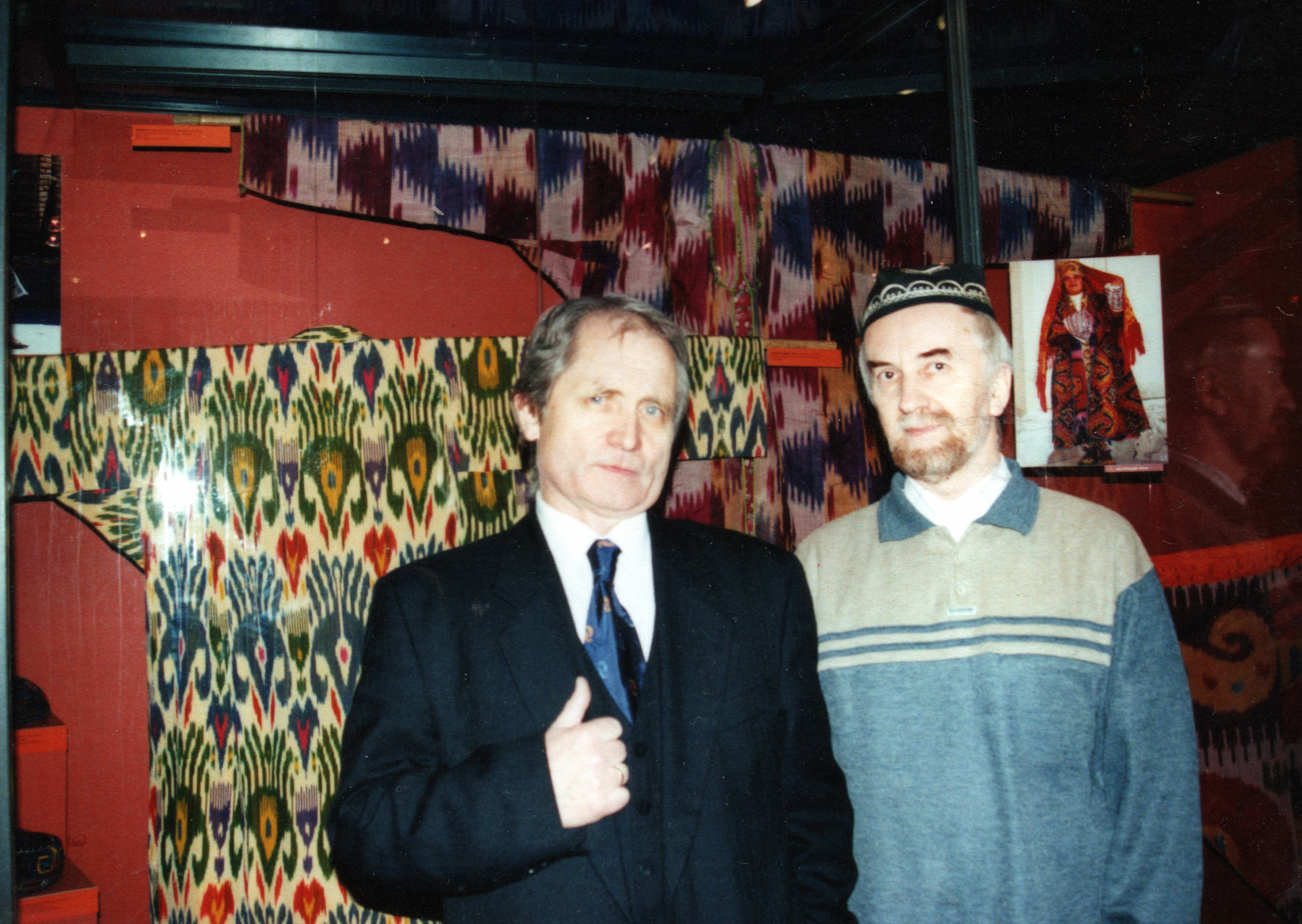
Kustosz Marian Majka oraz Krzysztof Śliwiński na tle ostatniej wystawy w galerii, grudzień 2007 r.

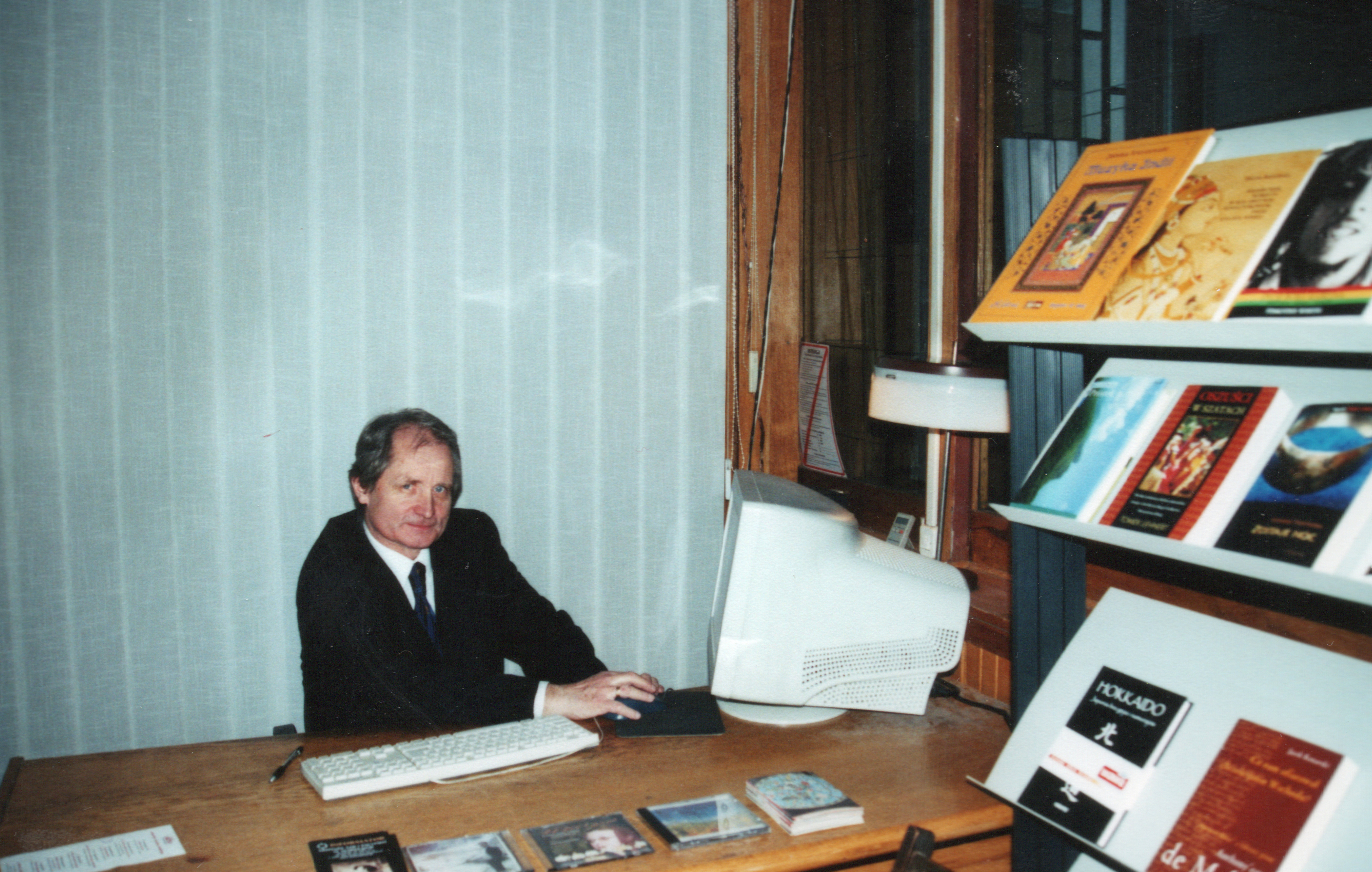
Kustosz Marian Majka przy swoim biurku w ostatnich dniach istnienia galerii.

Ostatnim kustoszem galerii był Marian Majka.